# Proteină transmembranară

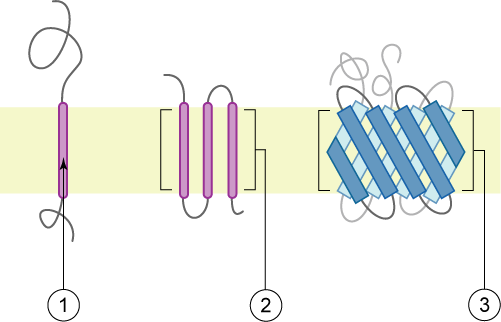
Reprezentare schematică a proteinelor transmembranare: 1) proteină α-helix cu trecere unică; 2) proteină α-helix cu trecere multiplă; 3) proteină tip foi β cu trecere multiplă.

O proteină transmembranară este un tip de proteină membranară integrală care acoperă întreaga membrană celulară. Multe proteine transmembranare funcționează ca porți de acces pentru a permite transportul unor substanțe specifice prin membrană. Acestea suferă frecvent modificări conformaționale semnificative pentru a deplasa o substanță prin membrană. De obicei, acestea sunt foarte hidrofobe și se agregă și precipită în apă. Pentru extragerea lor este nevoie de detergenți sau de solvenți nepolari, deși unele dintre ele (beta-barili) pot fi extrase și cu ajutorul agenților denaturanți.